# Felipe de Vergara Azcárate
Felipe de Vergara Azcárate y Caycedo (Santafe de Bogotá 1745 - ibidem 1818) fue un abogado, teólogo, matemático y filósofo neogranadino, quien ocupó la presidencia de Colombia del 26 de noviembre de 1812 al 14 de diciembre de 1812 como integrante de la Junta de Gobierno designada por el general Antonio Nariño para que dirigiera a Cundinamarca en su ausencia. 
Fue una de las más destacadas personalidades intelectuales de la colonia en Colombia finales del siglo XVIII.Miembro de la Asamblea Constitucional de Cundinamarca y secretario de Antonio Nariño. 

## Biografía
Nació en la capital del virreinato de Nueva Granada, el 26 de mayo de 1745.
Fue un abogado de la Real Audiencia y doctor en leyes. Profesor de teología y matemáticas del Colegio Mayor de Nuestra Señora del Rosario (hoy Universidad del Rosario). Llegó a vicerrector de este plantel, y como tal asumió la rectoría entre el 6 de enero y el 16 de febrero de 1812 mientras se posesionaba su hermano Francisco Javier de Vergara Caicedo en propiedad, Viajaría a España durante varios años.
En 1785 el Arzobispo-Virrey Antonio Caballero y Góngora lo nombró como teniente de Gobernador y auditor de Guerra de Cartagena de Indias. Posteriormente es nombrado por el rey como contador ordenador del tribunal de cuentas de Santafé, cargo en el que estuvo de 1791 hasta el comienzo de la Reconquista de la Nueva Granada en 1816.
En 1771 es enviado al consejo de Indias por recomendación del Virrey, de la Real Audiencia y del arzobispado con una carta que lo califica de "Digno para ser atendido por sus méritos y circunstancias" para ser nombrado como contador real de las cajas de Panamá.
Entre 1790 y 1791 es nombrado como asesor general del arzobispado del reino hasta que se posesionara como contador del tribunal de cuentas de Santafe. Es nombrado por el gobernador José de Ezpeleta como examinador regio del Colegio San Bartolomé para enseñar la cátedra de Filosofía.
Junto a Luis Eduardo Azuola y Rocha fue colaborador del periódico Papel Periódico de Santafé de Bogotá, fundado por Manuel del Socorro Rodríguez. Este semanario, publicado entre 1791 y 1797, fue un medio clave para la expresión de los criollos durante el cambio del Virreinato de la Nueva Granada a la república de Colombia.
En 1810, la Suprema Junta lo nombra rector y es el primer “sujeto secular” en ocupar tal cargo (1811-12). Estando de rector del Claustro de la Universidad del Rosario, es llamado por el presidente Antonio Nariño a participar de la Junta de Gobierno.
Durante el grito de Independencia de la hoy Colombia, el 20 de julio de 1810 es designado como vocero de la Junta de Gobierno ante el pueblo enfurecido, siendo Felipe el único canal de comunicación de la Junta con el pueblo de Santafé. Estaba en representación de los vecinos de San Victorino y su parroquia.
Fue miembro del Serenísimo Colegio Electoral de Cundinamarca; como tal, consignó su firma en la constitución del Estado. Secretario de Gobierno, de guerra y de relaciones exteriores del presidente Nariño. Sirvió en los cargos de contador y ordenador del Tribunal de Cuentas de Santafé. Defendió los bienes del virrey Antonio José Amar y Borbón ya que decía que Felipe era uno de los amigos más fieles y cercanos al virrey en el Nuevo Reino de Granada, por esto lo defendió como abogado contra los reclamos de Antonio Nariño que se quejaba ya que las autoridades españolas le habían confiscado todos sus bienes y pedia que le fueran restituidos con bienes del virrey. Nariño lo eligió posteriormente, junto a otros cuatro hombres, para asesorarle en el nuevo gobierno.Estos serían el marqués de San Jorge José María Lozano de Peralta, José Gregorio Gutiérrez, Primo Groot y Domingo Caycedo.
Fue uno de los escritores más notables de la colonia. Dejó escritas algunas obras, entre las que destacan:
- Elementos de Filosophia natural que contienen los principios de la física, demostrados por las matemáticas y confirmados con observaciones y experiencias.
- Elementos de Geometría plana.
- Elementos de aritmética.
- Elementos de Astronomía.
- Discurso sobre el recurso de apelación.
- Sobre el real patronato e Historia genealógica de la familia del autor, desde la conquista hasta 1800. (Familia Vergara)

José María Caballero lo describió en el conocido Diario de la Independencia como una persona que se codeó con personajes a los que "las chispas del fuego encendido en Francia" les alcanzaron (como Antonio Nariño). Fue uno personaje muy querido y celebridad de la época por el vasto conocimiento que poseía y la actitud excéntrica que tenía.

## Presidente de Cundinamarca
Convencido de la necesidad de separarse del poder para emprender la Campaña del Sur,  Antonio Nariño conformó una Junta de Gobierno que lo reemplazara mientras se ausentaba de Santafé. Nombró a Vergara como presidente de la Junta de Gobierno ya que este actuaba como Secretario y asesor de Gobierno, secretario de Estado y de Guerra e integró a ella a la Secretaría de Gracia y Justicia y de Hacienda. Otros miembros de la junta eran los ciudadanos José Ignacio Sanmiguel y José María Arrubla Martínez, Juan Dionisio Gamba y Manuel Camacho Quesada.
El triunfo de Nariño ante las fuerzas centralistas hizo que se conformara un tribunal de residencia contra los vencidos y nombró a Felipe de Vergara como juez pero este tuvo que renunciar poco tiempo después ya que uno de los enjuiciados era su sobrino José de Ayala y Vergara.
Finalmente en 1814 Manuel de Bernardo Álvarez lo nombró para formar el senado de la República junto a Francisco González Manrique y José María Domínguez.
En 1816, durante la reconquista de la Nueva Granada es perseguido por el ejército realista y encarcelado injustamente, posteriormente atendió el llamado para participar en el consejo de purificación ante el cual debían presentarse los que estaban comprometidos en la revolución pero no habían cometido delitos de sangre, en este consejo le fue perdonada la vida.[cita requerida] Fue juzgado y humillado por soldados ignorantes de la ley elevados al cargo de jueces. Durante esos días de terror Felipe pasó por muchas tragedias, su familia se dividió entre el bando realista y patriota, unos fueron asesinados y otros tuvieron que huir. Vio fusilados a sus sobrinos José de Ayala y Vergara y a José Gregorio Gutiérrez, su hermano Cristóbal de Vergara Azcárate escapó milagrosamente y se escondió. Otros sobrino, Tadeo Vergara fue asesinado por súbditos del rey Fernando VII en el casanare y Pantaleon Vergara fue exiliado del reino muriendo en el exterior.
Felipe murió postrado en un reclinatorio de la capilla del sagrario de Bogotá mientras leía y rezaba en 1818.

## Familia
Fue miembro de una de las familias más ilustres, reconocidas y aristocráticas de la naciente Colombia. del matrimonio del regente y Mayordomo de la capilla del tabernáculo de Bogotá, Francisco Vergara Azcarate Vela y Sandoval, nacido en Bucaramanga, el 4 de octubre de 1712, y Petronila de Caycedo y Vélez Ladrón de Guevara, nacida en Santafé, el 17 de abril de 17 de 1717. Sus abuelos fueron José De Vergara Azcarate, nacido en Santafé, el 13 de marzo de 1684, y Gertrudis Patiño de Rincón. Y sus bisabuelos Francisco de Vergara Azcárate Mayorga y Olmos, nacido en Santafé, el 23 de septiembre de 1647, y Úrsula Gómez de Sandoval y Mesa, nacida en la mencionada ciudad, el 2 de noviembre de 1656, e hija del sargento Mayor Gabriel Gómez de Sandoval y Arraita, precursor de la construcción de la Capilla del Tabernáculo en Bogotá, haciendo que Felipe sea descendiente de la noble familia de Sandoval. Nieto por línea materna del teniente coronel José de Caicedo Pastrana (encomendero de Boyacá, alcalde de Santafé, corregidor de Zipaquirá y Coyaima, gobernador de Neiva y Santa Marta) y de Mariana Vélez de Guevara Caicedo.